# Abit

Abit-Logo vor der USI-Übernahme

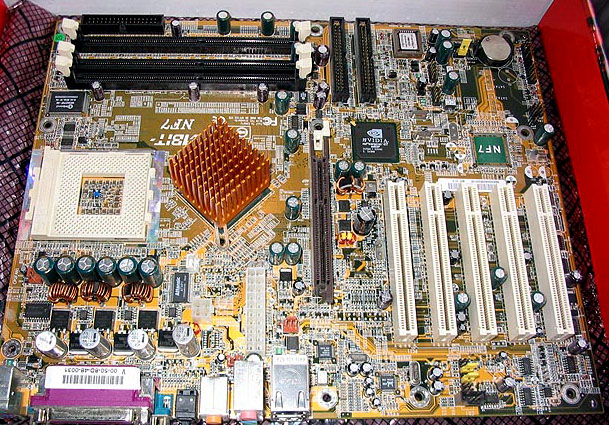
Mainboard von Abit mit nforce2-Chipsatz von 2002

Universal Abit (kurz „Abit“, oftmals auch „ABit“ oder „ABIT“ geschrieben) war ein in Taiwan ansässiger Hersteller von Computer-Komponenten und seit den späten 1980ern bis zum 31. März 2009 im Geschäft.
Das Kerngeschäft lag in der Hauptplatinen-Sparte, wobei auf den Übertaktungsmarkt abgezielt wurde.
2005 kam Abit in ernsthafte finanzielle Schwierigkeiten und es folgte eine Übernahme der Hauptplatinen-Abteilung durch Universal Scientific Industrial (USI, Shanghai, Tochterunternehmen der taiwanischen ASE Group).

## Geschichte
Abit wurde 1989 gegründet und entwickelte sich ab 1991 zum am schnellsten wachsenden Hauptplatinen-Hersteller mit mehr als 10.000.000 US$ Umsatz. Im Jahr 2000 erlebte Abit sein IPO an der TAIEX.
Es wurde behauptet, dass sich die Zahl verkaufter Hauptplatinen zwischen 2000 und 2001 verdoppelt habe. Um mit ihren „guten“ Verkaufszahlen Schritt halten zu können, eröffnete Abit eines der modernsten Werke in Suzhou (Volksrepublik China) und zog in seinen neuen Stammsitz in Neihu, Taipei.
Doch schon sehr bald zerfiel dieser Traum: am 31. Dezember 2005 stufte die Taiwan Stock Exchange Abits Aktie auf Grund zweifelhafter Praktiken bei der Buchführung zurück. Untersuchungen enthüllten, dass die Mehrheit der Im- und Export-Geschäfte über sieben Unternehmen geführt wurden, die sich alle unter der gleichen Adresse befanden und jede dieser Unternehmen nur zwei HK$ an Kapital hatte. Dadurch war es einfach, die gemeldete Anzahl an verkauften Hauptplatinen aufzublähen. Die Medien in Hongkong berichteten, dass gegen das Management wegen Unterschlagung von Firmengeldern ermittelt wurde.
Als Abit im Juni 2005 knapp bei Kasse war, wurden Wan Hai Industries als Investor ins Boot geholt.
Am 28. Dezember 2005 berichtete DigiTimes, dass Abit immer noch mit finanziellen Problemen rang. Der Nettowert fiel von 325 Millionen US$ (November 2004) auf 51 Millionen US$ (Oktober 2005). Das Securities And Futures Investors Protection Center Of Taiwan (zu deutsch etwa „taiwanisches Zentrum zum Schutz von Effekten- und Termingeschäfts-Investoren“) setzte seine Untersuchungen bezüglich der Finanzberichte fort, da sie Unregelmäßigkeiten aufwiesen.
Am 25. Januar 2006 erklärte Abit, dass USI beabsichtigt, das Hauptplatinen-Geschäft sowie die Marke zu kaufen und kündigte ein spezielles Aktionärstreffen an, um über den Verkauf von Abits Firmengebäude in Neihu zu sprechen. Ebenfalls diskutiert wurde der Wechsel des Firmennamens, der Verkauf von Firmeneigentümern und der Verzicht der Geschäftsführer auf Beschränkungen, die nicht den Wettbewerb betreffen.
Abit verkaufte seine eigene Immobilie in Taipei an die Deutsche Bank, um Geld für seine Verbindlichkeiten zu beschaffen.
Nach der Übernahme der Hauptplatinen-Sparte durch USI hat Abit auf den Vertrieb von Komponenten und Netzwerk-Produkten umgestellt. Das Werk in Suzhou, China wird nur dafür genutzt, um einige Dienste zur Auftragsfertigung von Hauptplatinen anzubieten. Die Hauptplatinen-Marke Abit wird von USI wie geplant unter dem Namen „Universal ABIT“ weiterhin verwendet, sämtliche Webseiten und Support-Strukturen bleiben erhalten.
Am 3. September 2008 gab Abit offiziell den Ausstieg aus dem Mainboardgeschäft bekannt. Abit wolle sich von nun an auf die Herstellung von Consumer Electronics konzentrieren, wie zum Beispiel digitale Fotorahmen mit Drucker.

## Technische Probleme
Abit war einer der ersten Hersteller, auf deren Mainboards sich im laufenden Betrieb Elektrolytkondensatoren zerstörten.
Ursache war, dass Abit im Jahr 2000 einige Chargen minderwertiger taiwanischer Kondensatoren kaufte, die dazu führten, dass die Hauptplatinen frühzeitig ausfielen.
Allerdings ist Abit bis jetzt der einzige Hersteller, der die Verwendung solcher Kondensatoren dürftigen Zustands zugegeben und betroffene Hauptplatinen zurückgerufen hat, um sie zu reparieren.
Als Reaktion verwendete Abit hochwertigere Kondensatoren aus Japan, die primär von Rubycon bezogen wurden.

## Technische Erfolge
Abit hatte bzw. hat einen guten Ruf unter Computer-Liebhabern, da die Hauptplatinen Unterstützung für Übertakten bieten.
In den späten 1990ern wurde das „Softmenu“-Merkmal präsentiert. Es war eines der ersten „Jumper-freien“ CPU-Konfigurationsmittel, die das Übertakten via BIOS-Einstellungen erlaubten und so die „Jumper-Tüftelei“ überflüssig machte.
Als erster Hersteller überhaupt führt Abit den 133 MHz FSB-Takt für den Intel-BX-Chipsatz unter dem Namen „AB-BX133“ ein. Ebenso erreichte Abit auf seiner BP6-Hauptplatine SMP-Funktionalität für Intels Celeron-CPU (Codename Mendocino), obwohl Intel die SMP-Funktionalität im Celeron-Chip blockiert hatte.
Im Jahr 2004 wurde das „OTES“-Kühlsystem eingeführt. Dieses auf Heatpipe-Technik basierende Kühlungssystem ist dafür gedacht, die Hitze vom Chipsatz und/oder den Spannungswandlern über die hintere I/O-Blende aus dem Gehäuse zu schaffen.